# Los depredadores de la noche
Los depredadores de la noche (título original en francés: Les prédateurs de la nuit, en algunos países Faceless) es una película francesa de terror de 1988, realizada por el cineasta español Jesús Franco. Se filmó en París.

## Argumento
Barbara Hallen, una modelo, desaparece misteriosamente en París. El padre de Barbara contrata a Sam Morgan, un detective, para que viaje hasta París con el fin de averiguar qué ocurrió con su hija. Una vez allí, las indagaciones de Morgan le sirven para ir hallando el rastro de Barbara, que conduce hasta la clínica de cirugía estética del Dr. Flamand. La investigación de Morgan revelará el horrible secreto que esconden las milagrosas curaciones del Dr. Flamand, consistente en la utilización de la sangre y los órganos de jóvenes a las que secuestra. A medida que la investigación se cierra en torno al siniestro Dr. Flamand, los testigos irán pereciendo asesinados de forma cada vez más horrible.

## Reparto
| Actor           | Personaje            |
| --------------- | -------------------- |
| Helmut Berger   | Dr. Frank Flamand    |
| Brigitte Lahaie | Nathalie             |
| Chris Mitchum   | Sam Morgan           |
| Telly Savalas   | Terry Hallen         |
| Caroline Munro  | Barbara Hallen       |
| Anton Diffring  | Dr. Karl Heinz Moser |
| Howard Vernon   | Dr. Orloff           |
| Stéphane Audran | Sra. Sherman         |
| Tilda Thamar    | Mme François         |